# 강항
강항(姜沆, 1567년 7월 8일(음력 5월 17일)~1618년 6월 27일(음력 5월 6일))은 조선 중기의 문신, 의병장이다. 본관은 진주(晉州), 자는 태초(太初), 호는 수은(睡隱)이다. 좌찬성 강희맹의 5대손으로, 아버지는 강극검이고 성혼(成渾)의 문인이다. 임진왜란 때 의병장으로 활약하였으며, 정유재란 때 일본에 포로로 끌려갔다가 성리학을 전하였고 귀국을 종용하여 1600년 탈출한다. 대구향교 교수, 순천향교 교수 등을 지낸 뒤 학문연구와 후학 양성에 전념하였다. 정유재란 때 일본으로 포로로 끌려간 강항이 일본에서 보고 듣고 한것을 책으로 집필하였는데 그 책이 바로 간양록이다.

## 생애
강항은 전라도 영광군 불갑면 금계리 유봉마을에서 태어났다. 16세에 향시에 합격하고 21세에 진사시에 합격, 27세 때인 1593년 전주 별시문과에서 병과로 급제, 교서관 정자가 되었다. 이듬해 가주서를 거쳐 1595년 교서관박사가 되었고, 1596년 공조좌랑(工曹佐郞)과 이어 형조좌랑(刑曹佐郞)을 역임했다.
1597년 휴가로 고향에 머물던 중 정유재란이 일어났다. 그는 남원에서 명의 장군 양원(楊元)에게 보내는 군량미 수송임무를 맡아 활동했다. 그러나 원균이 칠천량 해전에서 대패함으로써 육지로 연결되는 길이 뚫려 왜군이 파죽지세로 밀고와 공격 개시 사흘 만에 남원이 함락되고, 고향 영광에서 종사관 김상준과 함께 의병을 일으켰지만 영광마저 함락당하자 강항은 식구들을 거느리고 피난길에 올라 이순신에게로 가려다가 논잠(論岑) 포구(지금의 전라남도 영광군 염산면)에서 도도 다카토라의 수군에 포위되고, 강항은 죽을 각오로 일가족과 함께 바다에 뛰어들었지만 얕은 수심 때문에 왜군이 던진 갈고리에 걸려 건져지고 그 와중에 아들 용과 서녀(庶女) 애생을 잃었다. 포로로 잡힌 강항 일가는 순천에서 탈출을 시도했으나 실패하고 일본으로 압송되었다. 이때 그의 나이 30세였다.
10여 일 만에 지금의 일본 에히메현 오쓰시 나가하마(長濱) 항구에 도착, 지금의 히지 강을 지나 이요(伊豫)의 오쓰(大洲) 성에 이른 강항은 그곳에서 승려 요시히토(好仁)와 교류하며, 그로부터 일본의 역사, 지리, 과제 등을 알아내어 《적중견문록》(賊中見聞錄)으로 엮어 몰래 본국으로 보내기도 했다. 강항은 교토에서 도망쳐 온 조선인 포로를 만나 함께 탈출을 의논하고, 5월 25일 밤에 숲길을 따라 서쪽으로 탈출을 시도, 지금의 야쿠시타니 계곡에서 한 노승을 만나 배편을 구해주겠다는 약속을 받고, 노승과 함께 숲길을 걸어 내려오다 왜병에게 붙들려 우와지마 성의 처형장으로 끌려갔으나 간신히 목숨만 건졌다. 이후 교토(京都)의 후시미(伏見) 성으로 이송되어 이곳에서 후지와라 세이카(藤原惺窩), 아카마쓰 히로미치(赤松廣通) 등에게 성리학을 가르쳤고, 세이카는 일본 주자학의 개종 조사가 된다. 당시 세이카와의 만남에 대해 강항 자신은 《간양록》에서 "글씨를 팔아 은전을 좀 벌어서 배를 마련하고자", 즉 다시 조선으로 돌아갈 비용을 벌기 위해 그에게 글씨를 써주었는데, 주자학에 대한 세이카의 열의에 감탄해 그에게 성리학을 가르쳐주게 되었다고 말하고 있다. 이때 세이카와 강항이 필담으로 주고받았던 또는 강항이 세이카를 위해 암기하고 있던 주자학 이론들을 적은 글들은(총 21권) 현재 일본의 덴리 대학에 소장되어 있다.
막부의 귀화 요청을 거부하고 4년간 억류생활을 하던 그는 후시미 성주에게 자신을 조선으로 돌려 보내 달라는 편지를 여러 번 썼고, 1600년에 두 제자의 도움을 받아 가족과 함께 귀국길에 오른다. 일본에 억류된지 2년 8개월만의 일이었다. 1602년 대구향교의 교수(敎授), 1608년 순천향교의 교수에 임명되었으나 사양하고 향리에서 독서와 후학 양성에 전념해, 윤순거(尹舜擧) 등 많은 제자를 배출했다.
영광군 불갑면 쌍운리에 있는 내산서원(內山書院)에 강항을 모시고 있다. 내산서원 입구의 문은 강항의 부인 함평 이씨에게 내려진 열녀문이다. 4년에 걸친 일본에서 포로 생활을 수록한 《간양록(看羊錄)》은 그가 일본에서 보고 들은 일본의 내정이나 국토의 특징, 당시 여러 다이묘(大名)의 정세 등을 세세하게 적은 것으로 왕조에 관한 의견 제출서 측면이 강하다고 알려져 있다.

## 가족 관계
- 증조부 : 강향수(姜享壽)
- 증조모 : 부안 한씨(扶安韓氏)
  - 조부 : 강오복(姜五福)
  - 조모 : 제주 양씨(濟州梁氏)
    - 아버지 : 강극검(姜克儉)
    - 어머니 : 영동김씨(永同金氏)
      - 부인 : 진주 김씨(晉州金氏)
        - 장남 : 강시만(姜時萬)
        - 자부 : 임득지(林得智)의 딸
          - 손자 : 강익주(姜翊周)
          - 손자 : 강숙주(姜䎘周)
          - 손자 : 강휘주(姜彙周)
          - 손녀 : 정이주(鄭以周)에게 출가

        - 장녀 : 나종경(羅宗敬)에게 출가
        - 차녀 : 김기(金夔)에게 출가
          - 외손자 : 김일태(金一台)
          - 외손자 : 김일명(金一明)
          - 외손자 : 김일규(金一奎)
          - 외손녀 : 남전(南琠)에게 출가
          - 외손녀 : 권도전(權道全)에게 출가

        - 삼녀 : 이소(李昭)에게 출가
        - 사녀 : 고두남(高斗南)에게 출가
          - 외손녀 : 박경종(朴慶宗)에게 출가

## 관련 작품

### 드라마
- 《간양록》(MBC, 1980년, 배우:이정길)
- 《임진왜란》(MBC, 1985년~1986년, 배우:임채무)

## 저서
- 《간양록(看羊錄)》

원래 제목은 '건거록'(巾車錄, 건차록)으로서 강항이 저술한 포로 문학의 백미이다(제자 윤순거 편찬). 1597년 정유재란 당시 일본에 끌려간 강항의 4년간 일본 포로 체험기이다. 그는 1597년부터 1600년까지 포로생활을 했으며, 제자의 도움으로 귀국할 수 있었다.
현재 간양록은 원본이 남아있지 않다. 단행본과 필사본(강항이 직접 적은것으로 추정)만 보존이 되어있다.
간양록은 다섯부분으로 구성이 되어있다.
적지에서 임금에게 보낸 상소 <적중봉소>, 일본의 지도, 관직, 장수의 특징 등이 적힌 글 <적중문견록>,
일본에 남은 포로들에게 국가와 임금에 대한 충성을 잃지 말기를 권한 글 <고부인격>,
귀국 후 일본 사정을 문답형식으로 적은 글 <승정원계사>, 포로 상황부터 개인사를 일기형식으로 적은 글 <섭란사적>이다.
1658년 목판본에는 <섭란사적>으로 표기돼 있는데, 2020년 학술대회에서는 <섭란사적 시말>이라는 표기를 확인하기도 하였다.
- 《운제록(雲堤錄)》
- 《강감회요(綱鑑會要)》

중국의 역사서인『자치통감』과『통감강목』을 보완, 정리하여 한 책이다. 인쇄본은 국립중앙도서관에서 보관하고 있는 1권 뿐이다. 강감회요 목판은 숙종 28년(1702)에 새긴 총 642매으로 1999년 7월 5일 전라남도의 유형문화재 제213호로 지정되었다.
- 《좌씨정화(左氏精華)》
- 《문선찬주(文選纂註)》
- 《수은집(睡隱集)》
- 《성재기(惺齋記)》
- 《시상와기(是尙窩記)》

## 같이 보기
- 조선 통신사
  - 신숙주
    - 해동제국기

  - 신유한(申維翰)
    - 해유록(海遊錄)
- 성혼
- 조완벽
- 조헌
- 원균
- 김덕령